# Juan Ernesto Chamorro
Pour les articles homonymes, voir Chamorro (homonymie).
Chamorro  Chitán est un nom espagnol. Le premier nom de famille, en général paternel, est Chamorro ; le second, en général maternel, souvent omis, est Chitán.
Juan Ernesto Chamorro Chitán, né le 18 novembre 1991 à Pupiales (département de Nariño), est un coureur cycliste colombien.

## Biographie
Il se révèle en 2012 au plus grand nombre, lors du Tour de l'Ain en terminant dixième du classement général puis deuxième du Tour de l'Avenir à une seconde du Français Warren Barguil.
Toujours membre de l'équipe 4-72 Colombia, il débarque en Europe à la fin mars. Après des résultats mitigés, il dispute la Ronde de l'Isard d'Ariège, épreuve de l'UCI Europe Tour réservée aux moins de 23 ans. Cette course, particulièrement montagneuse lui convient. Parfaitement secondé par Heiner Parra, il la remporte.
En raison d'une douleur persistante au genou, il met un terme à sa carrière cycliste à l'issue de la Vuelta a Antioquia, en mai 2015. Il prend cette décision avec l'appui de sa famille et de son équipe, devenue entre-temps Manzana Postobón. Il s'inscrit, alors, en génie mécanique à l'Université d'Antioquia. Mais débarrassé de ses pépins physiques, lui qui, dans un premier temps, pensait devoir définitivement abandonné le cyclisme, reprend l'entraînement après un an sans vélo. D'un simple hobby, les sensations revenant, il aspire, de nouveau, à retrouver le monde professionnel et les compétitions sur le Vieux Continent, celles-ci lui convenant mieux. Après son hernie discale et une tendinite à la jambe gauche, il est de nouveau opérationnel. Au mois de novembre 2016, alors que plusieurs équipes européennes et américaines se manifestent, il choisit de signer en faveur de l'équipe Manzana Postobón, qu'il considère comme une famille et « une grande porte pour retrouver l'élite mondial ». Dans un premier temps, il ne fera pas partie de l'équipe continentale professionnelle mais de la structure satellite de développement, puis en fonction de son adaptation, de ses résultats, il espère intégrer la "Pro Continentale" en 2018. En outre, il a l'intention de poursuivre ses études engagées en génie mécanique.

## Palmarès
- 2012
  - 2e du Tour de l'Avenir
- 2013
  - Classement général de la Ronde de l'Isard d'Ariège